# Tamás Lőrincz
Tamás Lőrincz, född den 20 december 1986 i Cegléd i Ungern, är en ungersk brottare som tog OS-silver i lättviktsbrottning vid de grekisk-romerska OS-brottningstävlingarna 2012 i London.